# Kastenaltar (Streichen)

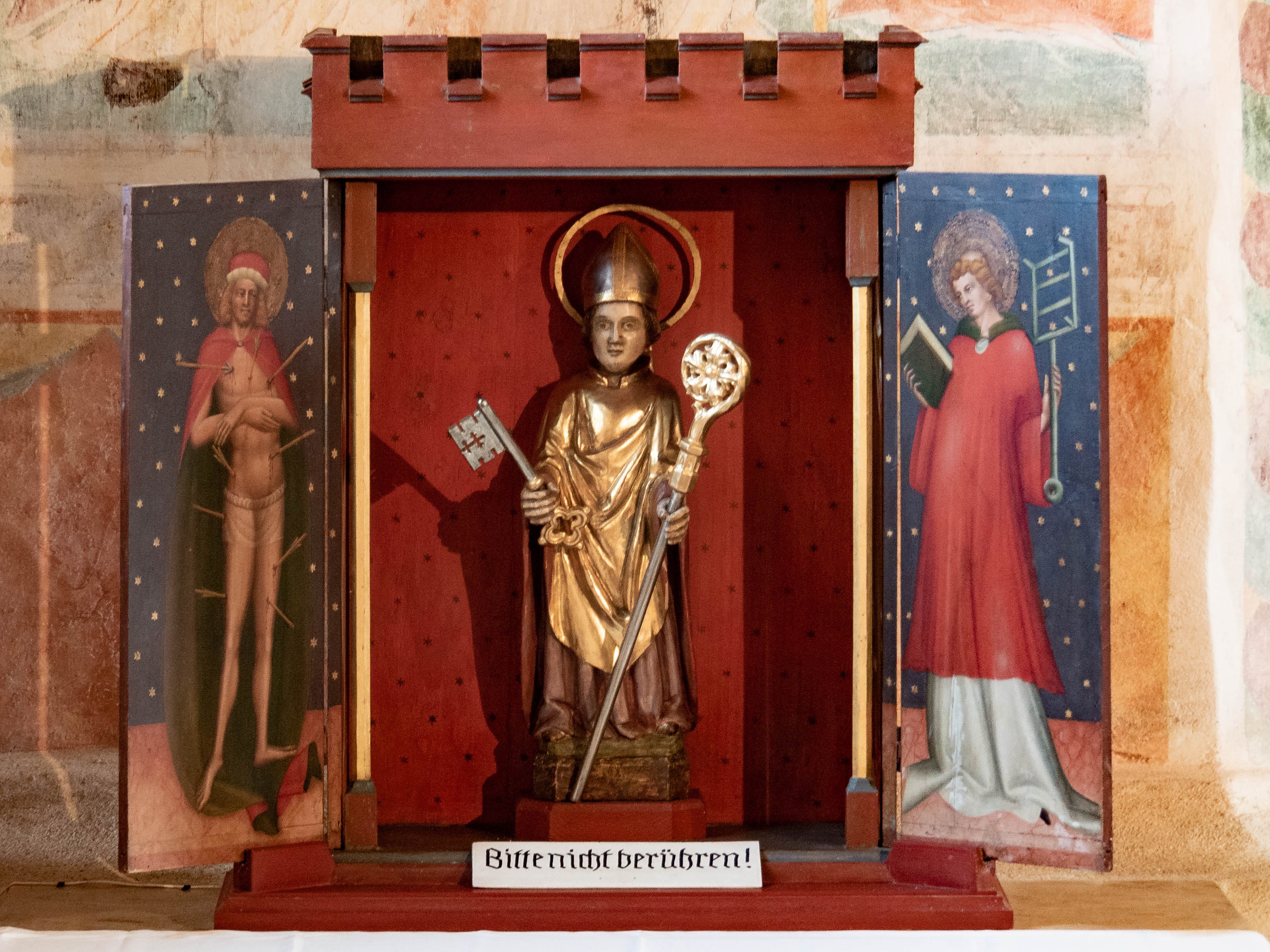
Kastenaltar in Streichen

Der Kastenaltar in der katholischen Kapelle St. Servatius in Streichen, einem Ortsteil der Gemeinde Schleching im oberbayerischen Landkreis Traunstein, wurde um 1410 geschaffen. Die Malereien sind wichtige Beispiele des Weichen Stils in Bayern. 
Der sogenannte Kasten- oder Zellenaltar weist im Inneren zwei stabartige dünne Säulen auf und besitzt zwei bewegliche Flügel. Im Schrein steht die Figur des heiligen Servatius, des Kirchenpatrons. Der Kasten und die Flügel sind innen und außen mit acht ganzfigurigen Heiligen bemalt: Innen auf der Schmalseite sind links Maria mit dem Kind und rechts die heilige Ursula mit dem Anker zu sehen. Auf dem Flügel sind links der heilige Sebastian und rechts der heilige Laurentius mit dem Rost dargestellt. Außen auf der Schmalseite sind links die heilige Agnes mit dem Lamm und rechts die heilige Elisabeth von Thüringen mit der Schale und dem Brotlaib gemalt. Auf dem anderen Flügel sind links der heilige Erasmus mit den Schusterahlen und rechts der heilige Nikolaus mit drei Goldkugeln dargestellt. 